# نهر هان
نهر هان (الكورية: 한강) هو النهر الرئيسي في كوريا الجنوبية، وهذا النهر يُعتبر الرابع طولًا في شبه الجزيرة الكورية، بعد الأنهار أمنوك، وتومين وناك دونغ. يبدأ النهر بعد تفرع إثنين من الأنهار الصغيرة في الجبال الشرقية من شبه الجزيرة الكورية، واللذان يلتقيا قرب سول، عاصمة كوريا الجنوبية.
لعب نهر هان والمنطقة المحيطة به دورًا هامًا في التاريخ الكوري، حيث سعت ممالك كوريا الثلاث للسيطرة عليه، حيث اُستخدم النهر كممر تجاري عبر البحر الأصفر إلى الصين. ومع ذلك، فإن النهر اليوم لم يعد نشطًا للملاحة، نظرًا لموقعه بين حدود الكورتين.
يُعتبر النهر مصدرًا للمياه لأكثر من 12 مليون كوري. في يوليو 2000 اعترف الجيش الأمريكي بوجود مواد كيميائية سامة ملقاة في النهر؛ مما تسبب في احتجاجات.
يتوفر على ضفاف النهر ولا سيما في سول؛ الحدائق العامة التي تحوي على ممرات المشاة ومسارات الدراجات الهوائية، جنبًا إلى العديد من المطاعم والمقاهي. يعبر النهر العديد من الجسور، وأشهرها جسر بانبو الذي يُعتبر أطول جسر نافورة في العالم.
في عام 2011، أجرى «معهد التنمية سول»، دراسة إستقصائية شملت 800 شخص و 103 من مخططي مدن ومهندسين معماريين. ظهر من خلالها أن 51.3% في المئة من السكان و 68.9% في المئة من الخبراء أكدوا أن النهر هو واحد من أكثر المناظر الطبيعية الخلابة في سول بعد جبل نامسان.